# Ulrich Karger
Ulrich Karger (Berchtesgaden, 3 februari 1957) is een Duits schrijver en hij doceert aan een school in Berlijn.
Hij schrijft zowel voor kinderen als voor volwassenen. Een van zijn succesrijkste boeken is een volledige proza-bewerking van de Odyssee van Homerus, die in het gehele Duitstalige spraakgebied lovende recensies kreeg. Zijn prentenboek Geisterstunde im Kindergarten werd in verschillende talen vertaald, waaronder in het Nederlands onder de titel Spoken in de speelzaal. Naast boeken schrijft Ulrich Karger sinds 1985 recensies voor verschillende kranten en tijdschriften.
Sinds 1999 is het archief met de recensies van Ulrich Karger online te raadplegen op Buechernachlese. Het gaat om meer dan 1300 boekbesprekingen (en samenvattingen) op uiteenlopende gebieden, waaronder ook kinder- en jeugdboeken.

### Poëzie & Proza
- Zeitlese (poëzie, korte verhalen & 14 vignetten) 1982
- Gemischte Gefühle (poëzie en korte verhalen) 1985, ISBN 3-925122-00-1
- Verquer (roman-collage) 1990, ISBN 3-900959-02-1, pocket, 2013, ISBN 978-1-4849-6221-3 (E-boek: EAN/ISBN 978-3-8476-2601-5)
- Mitlesebuch Nr.26 (poëzie en korte verhalen) 1997
- KopfSteinPflasterEchos (ironische verhalenen en tekeningen van Werner Blattmann alias KOLIBRI) 1999, ISBN 3-932325-56-7
- Kindskopf – Eine Heimsuchung[4] (novelle) 2002, ISBN 3-928832-12-3, pocket, 2012, ISBN 978-3-8448-1262-6 (e-boek: EAN/ISBN 978-3-8448-3165-8)
- Vom Uhrsprung und anderen Merkwürdigkeiten. (sprookjes en parabolen) 2010, ISBN 978-3-8391-6942-1 (e-boek: EAN/ISBN 978-3-8391-5986-6)
- Herr Wolf kam nie nach Berchtesgaden  - Ein Gedankenspiel in Wort und Bild. (satire en schilderij "Berchtesgadener Panoptikum" van Peter Karger) 2012, ISBN 978-3-8482-1375-7

### Kinderboeken en boeken voor de jeugd
- Familie Habakuk und die Ordumok-Gesellschaft (kinderboek) 1993, ISBN 3-414-83534-7
- Dicke Luft in Halbundhalb (kinderboek) 1994, ISBN 3-414-83602-5, pocket, 2011, ISBN 978-3-8391-6460-0
- Homer: Die Odyssee[1] (navertelling) 1996, ISBN 3-429-01809-9, pocket, 2004, ISBN 3-12-262460-5
- Geisterstunde im Kindergarten (prentenboek) 2002, ISBN 3-314-01151-2

vertaald van het Duits
- (nl)  door Sander Hendriks: Spoken in de speelzaal[2], 2002, ISBN 90-5579-684-0
- (en)  door J. Alison James: The Scary Sleepover[5], 2002 ISBN 0-7358-1712-x
- (fr)  door Anne Ruck-Sultan: Halloween à l'école, 2002, ISBN 3-314-21536-3
- (it)  door Alessandra Valtieri: Halloween all'asilo, 2002, ISBN 88-8203-504-2
- (sl)  door Andreja Sabati-Suster: Vrtcu van Ples duhov v otroškem vrtcu, 2002 ISBN 86-7823-284-6

### Als uitgever
- Briefe von Kemal Kurt (1947−2002) − mit Kommentaren, Nachrufen und Rezensionen. Pocket, 2013, ISBN 978-1-4818-7999-6 (E-boek: EAN/ISBN 978-3-8476-2863-7).
- Bücherwurm trifft Leseratte – Geschichten, Bilder und Reime für Kinder. Auteurs: Gabriele Beyerlein, Thomas Fuchs, Ulrich Karger, Manfred Schlüter, Christa Zeuch. Illustraties: Manfred Schlüter. Pocket, 2013, ISBN 978-3-7322-4393-8 (E-Bok: EAN/ISBN 978-3-8423-5333-6).
- Bücherwurm trifft Leseratte 2 – Neue Geschichten und Gedichte für Kinder. Auteurs: Gabriele Beyerlein, Dagmar Chidolue, Thomas Fuchs, Uschi Flacke, Ulrich Karger, Manfred Schlüter, Sylvia Schopf, Pete Smith, Christa Zeuch. Illustraties: Manfred Schlüter. Pocket, 2016, ISBN 978-3-8423-8326-5.
- Peter Karger: Berchtesgadener Panoptikum – Eine Bilderserie. Pocket, 2014,  ISBN 978-1-5052-6382-4.
- Kolibri: Das große Zeichenbuch – 1975-2000. Pocket, 2016. ISBN 978-1-5301-4102-9.
- SchreibLese : Ansichten – Absichten – Einsichten. Auteurs: Gabriele Beyerlein, Ulrich Karger, Manfred Schlüter, Pete Smith, Ella Theiss, Christa Zeuch. Illustraties: Manfred Schlüter. Pocket, 2022,  ISBN 978-3-347-66464-7.